# 叙热尔 (多姆山省)
叙热尔（法語：Sugères，法語發音：[syʒɛʁ]）是法国多姆山省的一个市镇，位于该省南部，属于伊苏瓦尔区。

## 地理
叙热尔（45°36'7"N, 3°24'30"E）面积20.64 平方千米，位于法国奥弗涅-罗讷-阿尔卑斯大区多姆山省，该省份为法国中南部省份，北起阿列省接壤，东临卢瓦尔省，南至上盧瓦爾省和康塔爾省，西接科雷兹省和克勒兹省。
与叙热尔接壤的市镇（或旧市镇、城区）包括：布鲁斯、孔达莱蒙布瓦西耶、埃格利斯讷沃-德利亚尔、伊塞尔托、芒略、圣让德索利耶尔、索克西朗日。

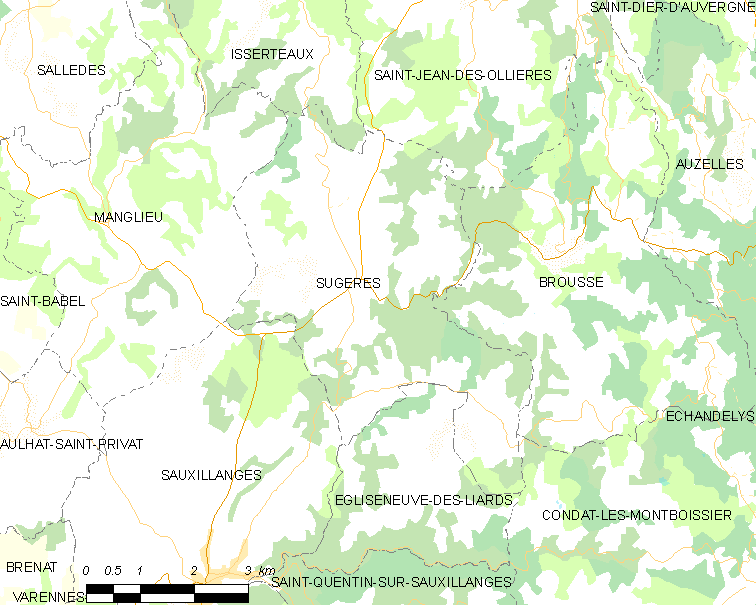
的OSM定位图

叙热尔的时区为UTC+01:00、UTC+02:00（夏令时）。

## 行政
叙热尔的邮政编码为63490，INSEE市镇编码为63423。

## 政治
叙热尔所属的省级选区为布拉萨克莱米讷县。

## 人口

1962-2008年间人口变化图示

叙热尔于2022年1月1日时的人口数量为632人。